# Simon Vouet
Simon Vouet (Parigi, 9 gennaio 1590 – Parigi, 30 giugno 1649) è stato un pittore e disegnatore francese.
Stabilitosi in Italia per quasi vent'anni, fu uno dei maggiori esponenti del caravaggismo prima di ritornare in Francia nel 1627, dove fece evolvere il suo stile e contribuì all'introduzione del barocco italiano in Francia.

## Biografia
Fu suo padre, il pittore Laurent Vouet, ad insegnargli i primi rudimenti dell'arte, ed egli, agli inizi, si dedicò all'esecuzione di ritratti. Dopo un primo viaggio in Inghilterra,  fece parte del seguito del barone di Sancy, ambasciatore di Francia a Costantinopoli dove realizzò ritratti ottomani andati perduti. Iniziò poi, nel 1614, un lungo soggiorno in Italia, visitando Venezia e Roma. Dal 1620 al 1622, fu a Genova al servizio della famiglia del principe Doria. Giunto a Roma, dove in un primo momento dipinge quadri ispirati alla produzione di Caravaggio (come la Buonaventura del 1617), riuscì a godere dei contatti con l'aristocrazia e questo gli diede sicurezze e garanzie (lavorò anche per il cardinale Barberini, futuro papa Urbano VIII). Per la classe altolocata dipinse soggetti letterari, legati ai poemi o ai sonetti composti o solo conosciuti da questa intellighenzia. Vouet inoltre si dedicò al tema di moda di rappresentare "le belle" e "le eroine" in ritratti. A Roma, dunque, Vouet riscosse un successo talmente vasto che ebbe occasione di dipingere una tela per la Basilica di San Pietro in Vaticano, la Adorazione del Crocefisso (opera andata perduta). Due importanti commissioni vennero dal Cardinal Del Monte: la Nascita della Vergine e il ciclo di San Francesco in San Lorenzo in Lucina (di cui si distingue La tentazione di San Francesco), che è la commissione che sancisce il suo successo romano. Nel 1624, fu posto a capo dell'Accademia di San Luca fino al 1627, nomina di tipo politico volta a ribadire la centralità artistica nel piano internazionale di Roma.
Ma nel 1627 dovette rientrare improvvisamente in patria per le pressanti richieste del duca di Béthunes, dove aprì con la moglie Virginia Vezzi, anche lei pittrice, un'accademia di disegno. Fu così che Vouet importò in Francia lo stile barocco italiano, in particolare quello di Paolo Veronese, del Tiziano e dei Carracci, adattandolo alle grandi decorazioni dell'epoca di Luigi XIII e di Richelieu. Fu nominato primo pittore del re, e lo stesso Luigi XIII gli commissionò ritratti, cartoni per le tappezzerie e pitture per i palazzi del Louvre, del Lussemburgo e per il Castello di Saint-Germain-en-Laye. Nel 1632, lavorò ai cantieri del Cardinale Richelieu nel palazzo cardinalizio (attuale Palais-Royal) e nel Castello della Malmaison. Nel 1631 decorò il Castello del presidente de Fourcy a Chessy, l'hôtel Bullion, il Castello del Maresciallo d'Effiat a Chilly, nonché il palazzo del duca d'Aumont, la cappella Séguier e la galleria del Castello di Wideville.
Simon Vouet rappresentò quindi la pittura barocca francese, divenendone l'artista emblematico. Denis Lavalle, ispettore capo dei monumenti storici, disse a proposito: «Se Charles Le Brun, Jacques Louis David o, in un certo senso, anche Eugène Delacroix sono esistiti, ciò è avvenuto perché vi era stato prima di loro Simon Vouet».
Fu amico di Claude Vignon, uno dei pittori parigini più attivi, ed ebbe come allievi Valentin de Boulogne, Michel Dorigny, Charles Le Brun, Pierre Mignard, Eustache Le Sueur, Nicolas Chaperon, Claude Mellan, Nicolas-Pierre Loir, Thomas Blanchet e Abraham Willaerts. Suo padre Laurent Vouet e suo fratello Aubin Vouet (1595-1641) furono anch'essi pittori. Sua moglie, Virginia Vezzi, compare nei tratti delle sue celebri Madonne.
Un'importante retrospettiva dell'opera di Vouet fu allestita nel 1990 alle gallerie nazionali del Grand Palais.

## Opere

### Dipinti
- Il sicario, Braunschweig

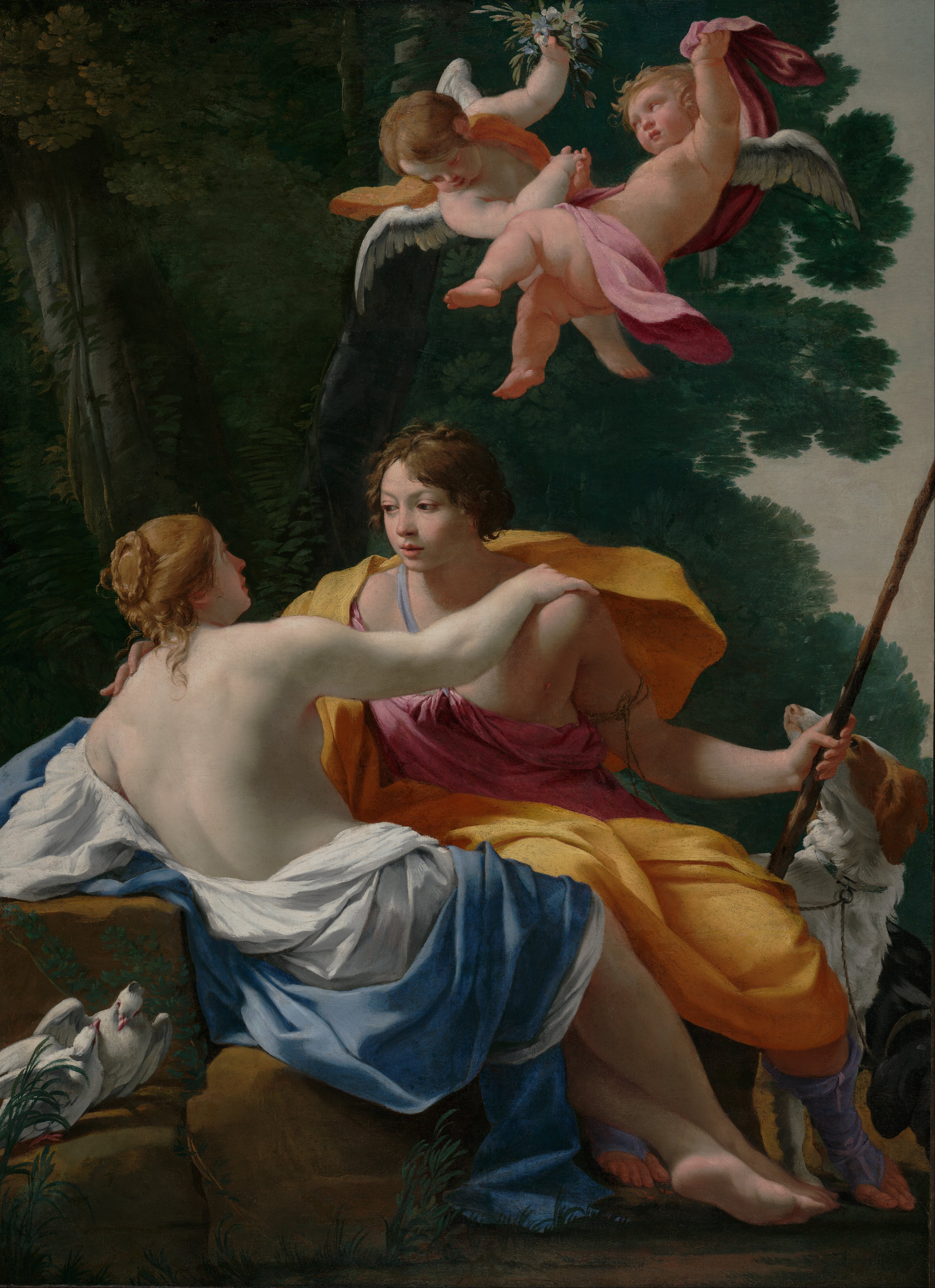
Venere e Adone
Los Angeles, J.-Paul Getty Museum

- Ultima Cena, Palazzo Apostolico, Loreto 1616-1620
- Deposizione nel sepolcro, Museo di Belle arti André-Malraux, Le Havre
- Ritratto di un giovane, Louvre, Parigi 1600-1650
- Giuditta, Alte Pinakothek di Monaco di Baviera 1620-1625
- Davide con la testa di Golia, Musei di Strada Nuova, Palazzo Bianco, Genova 1621
- Principe Marcantonio Doria d'Angri, Louvre, 1621
- Crocifissione, Chiesa del Gesù e dei Santi Ambrogio e Andrea, Genova 1622
- Circoncisione, già Chiesa di Sant'Angelo a Segno, ora al Museo Nazionale di Capodimonte 1623

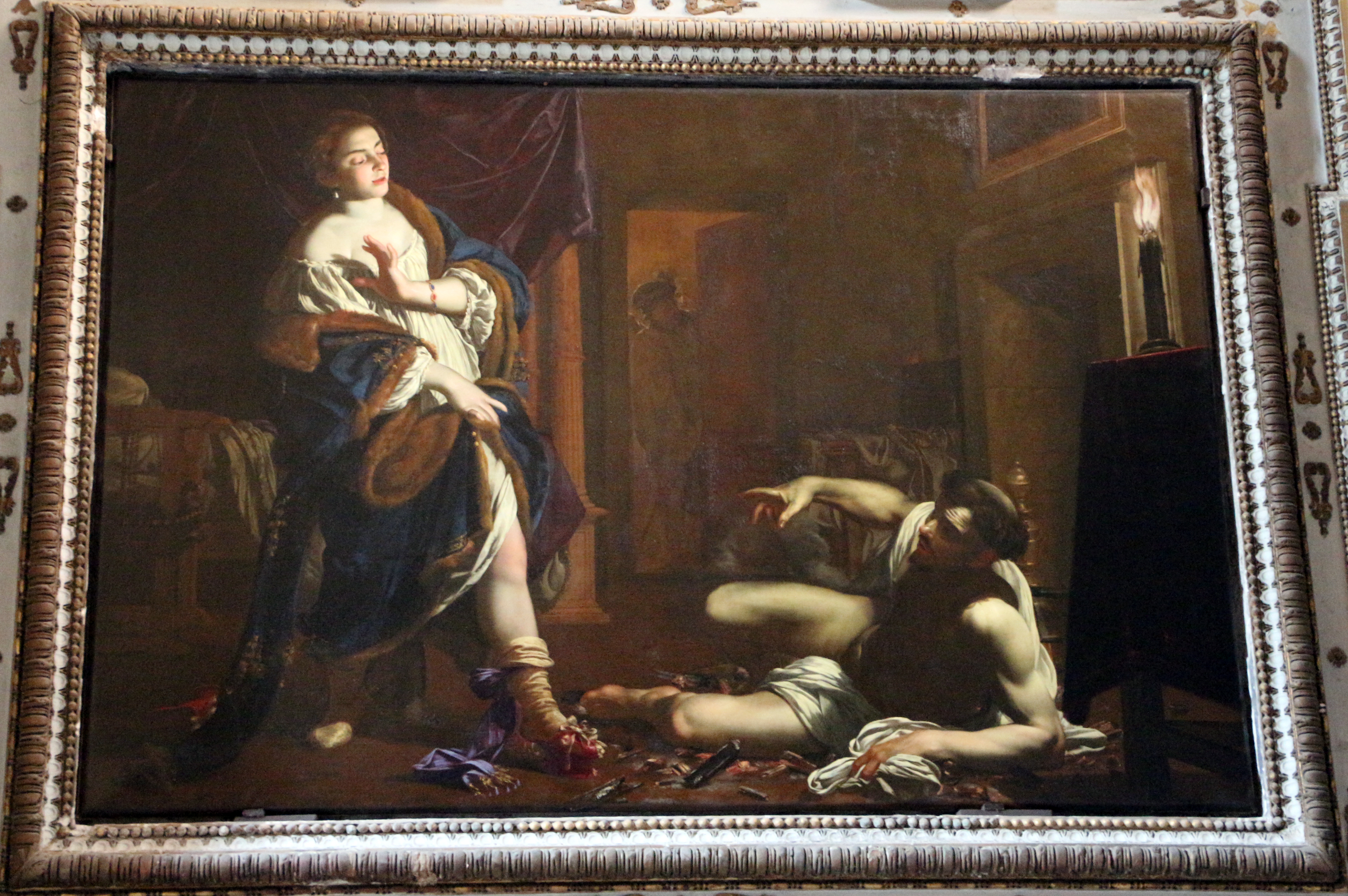
Tentazione di san Francesco
Roma, Chiesa di San Lorenzo in Lucina, 1624-1625

- San Francesco rinuncia ai suoi beni,  Chiesa di San Lorenzo in Lucina, Roma 1624-1625
- Sant'Agata in carcere visitata da san Pietro, Palazzo Abatellis, Palermo, 1625
- Visione di San Bruno, Certosa di San Martino, Napoli 1626
- Sacra Famiglia con santa Elisabetta e san Giovannino, Louvre, 1625-1650
- Il Tempo vinto dall'Amore, la Speranza e la Fama, Museo del Prado, Madrid, 1627
- Venere dormiente, Museo di Belle arti, Budapest, 1630
- Seguito degli amori di Rinaldo e Armida, 1631
- Estasi di san Luigi, Museo di Belle arti, Rouen, 1642
- Allegoria della Ricchezza, Louvre, 1630-1635
- Allegoria della Carità, Louvre, 1630-1635
- La Vergine con il Bambino, Collezione Fondazione Francesco Federico Cerruti per l’arte Deposito a lungo termine Castello di Rivoli Museo d’Arte Contemporanea, Rivoli-Torino, 1635
- Allegoria della Virtù, Saint-Germain-en-Laye, 1640
- Maria Maddalena pentita, Museo della Picardie, Amiens, 1633
- Presentazione di Gesù al Tempio, Louvre, 1641
- Saturno vinto da Amore, Venere e la Speranza, Museo delle Arti Decorative, Bourges, 1646
- San Guglielmo d'Aquitania,  Louvre, 1649
- Annunciazione, Galleria degli Uffizi, Firenze
- Crocifissione, Museo di Belle arti, Lione, 1636-1637
- Autoritratto, Museo di Belle arti, Lione, 1626-1627
- Gaucher de Châtillon, (1250-1328), Louvre, 1632-1635
- Lot e le sue figlie, Museo di Belle arti, Strasburgo, 1633
- Toletta di Venere 1639
- Vittoria dell'amore

- Morte di Didone

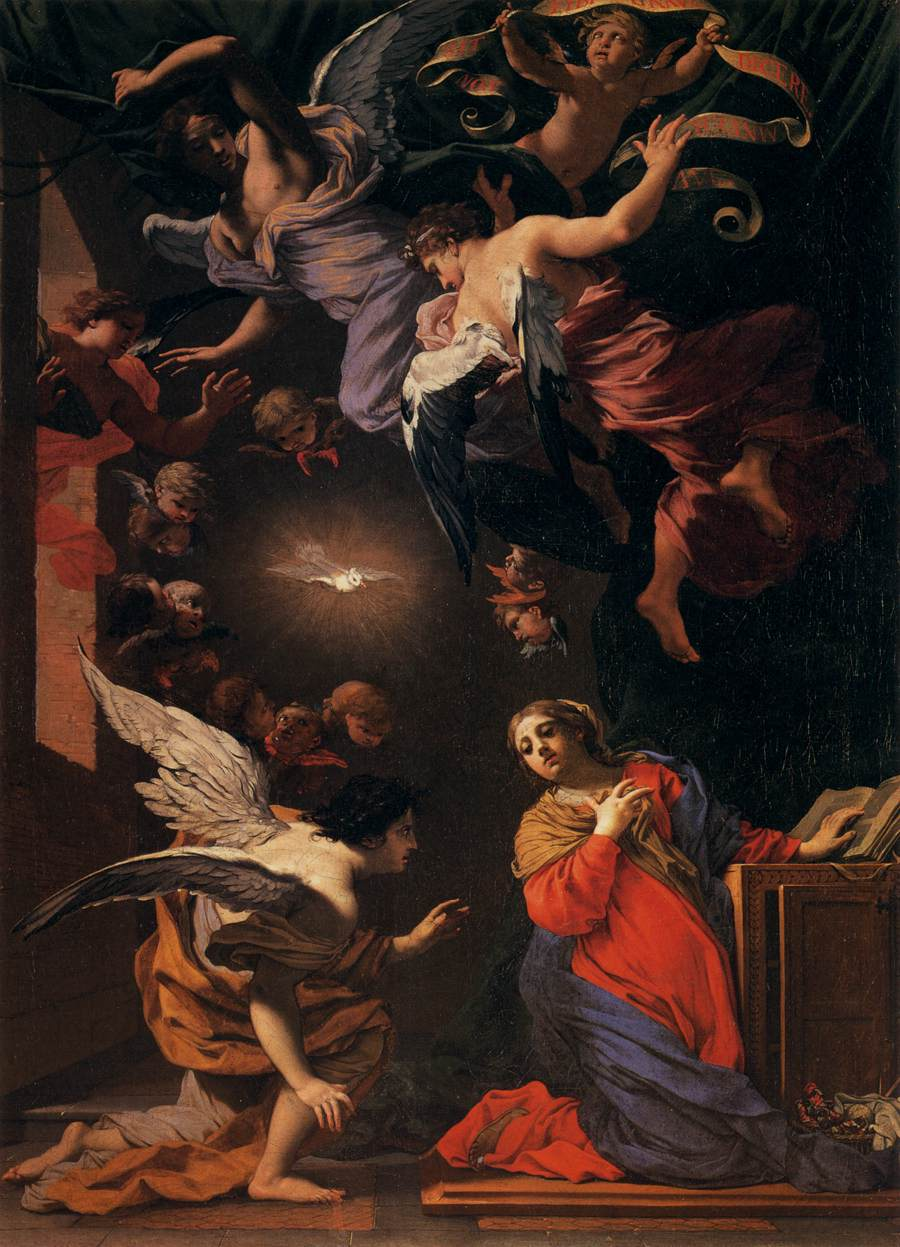
Annunciazione
Firenze, Galleria degli Uffizi

- Ritratto di Luigi XIII fra due figure femminili simboli della Francia e di Navarra, Louvre
- Rapimento di Europa, Musei Thyssen-Bornemisza, Madrid, 1640
- Ritratto di Luigi XIII, (copia del quadro del Louvre), Castello di Versailles, 1643
- Quattro Virtù Cardinali , Salone di Marte, Castello di Versailles, 1638:
  - Allegoria della Temperanza
  - Allegoria della Forza
  - Allegoria della Prudenza
  - Allegoria della Giustizia
- Decorazione del Palazzo di Giustizia
- Decorazione del Palazzo Cardinale, Museo degli uomini illustri
- Decorazione del Castello di Rueil
- Decorazione del Castello de La Muette
- Decorazione del Castello Nuovo di Saint-Germain-en-Laye : vedi Quattro Virtù Cardinali
- Decorazione del Castello di Fontainebleau
- Decorazione della casa del Cancelliere Séguier
- Decorazione della casa del Maresciallo de La Meilleraye * Decorazione della casa del Presidente Tuboeuf
- Decorazione della Chiesa di Saint-Nicolas-des-Champs a Parigi:
  - Assunzione, 1629
  - Apostoli alla tomba della Vergine
- Decorazione della chiesa di Saint-Etienne Chilly-Mazarin:
  - La sepoltura di Cristo, 1639
- Decorazione dell'Hôtel Bullion
- Decorazione della chiesa di Saint-Merri a Parigi:
  - San Mederico libera i prigionieri, 1640

### Tappezzerie reali

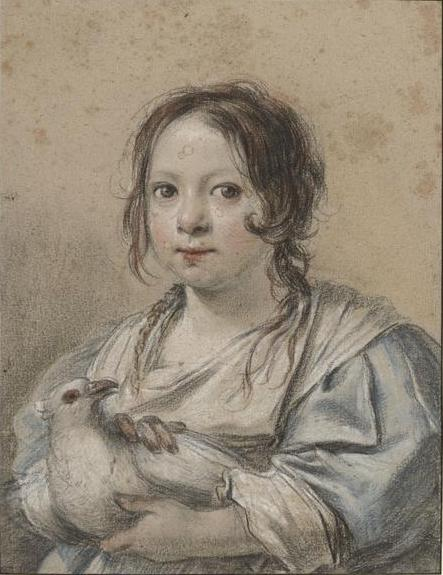
Angelica Vouet, figlia dell'artista (1638).

- Rinaldo e Armida,  Louvre, 1630-1660
- Mosè salvato dalle acque.
- La vita di Ulisse
- Giuditta consegna alla sua ancella la testa di Oloferne, 1630
- Venere e Adone, Paul Getty Museum, 1642
- Fustigazione di Cristo, (Eustache Le Sueur?),  Louvre
- Polimnia, Musa dell'eloquenza, Louvre
- Ultima Cena, Musée des Beaux-Arts, Lione

### Disegni
- Ritratto di Angelica Vouet, figlia dell'artista, pastello su carta, Louvre, Parigi, 1635-1638.

### Quadri d'atelier
Alcune opere provenienti dall'atelier di Simon Vouet:
- San Sebastiano, Sarah Campbell Blaffer Foundation (USA), 1618-1620
- L'Intelligenza, la Memoria e la Volontà, Musei Capitolini, Roma
- Madonna della Rosa, Museo di belle arti di Marsiglia
- Madonna Hesselin, Louvre
- Santa Maria Maddalena, Galleria nazionale d'arte moderna e contemporanea, Roma
- Allegoria delle Belle arti, Galleria nazionale d'arte moderna e contemporanea, Roma
- Allegoria della Pace, Galleria nazionale d'arte moderna e contemporanea, Roma
- Allegoria della Carità, Museo di Draguignan, 1640-1645
- Diana, Somerset House, Londra
- Vergine col Bambino e un angelo, Museo di Belle arti, Caen
- Suicidio di Lucrezia, Narodni Galerie, Praga
- Carità romana, Museo Bonnat, Bayonne
- Deposizione nel sepolcro, Fitzwilliam Museum, Cambridge
- Martirio di sant'Eustachio, Chiesa di Sant'Eustachio, Parigi
- Diana, Royal Collection, Hampton Court
- Ercole fra gli dei dell'Olimpo, Royal Collection, Hampton Court
- Minerva, Museo dell'Hermitage, San Pietroburgo
- Madonna col Bambino, Museo dell'Hermitage, San Pietroburgo
- Madonna col Bambino, Ashmolean Museum, Oxford
- Madonna col Bambino, Museo Magnon, Digione
- Apollo e le Muse, Museo di Belle Arti, Budapest

## Galleria d'immagini

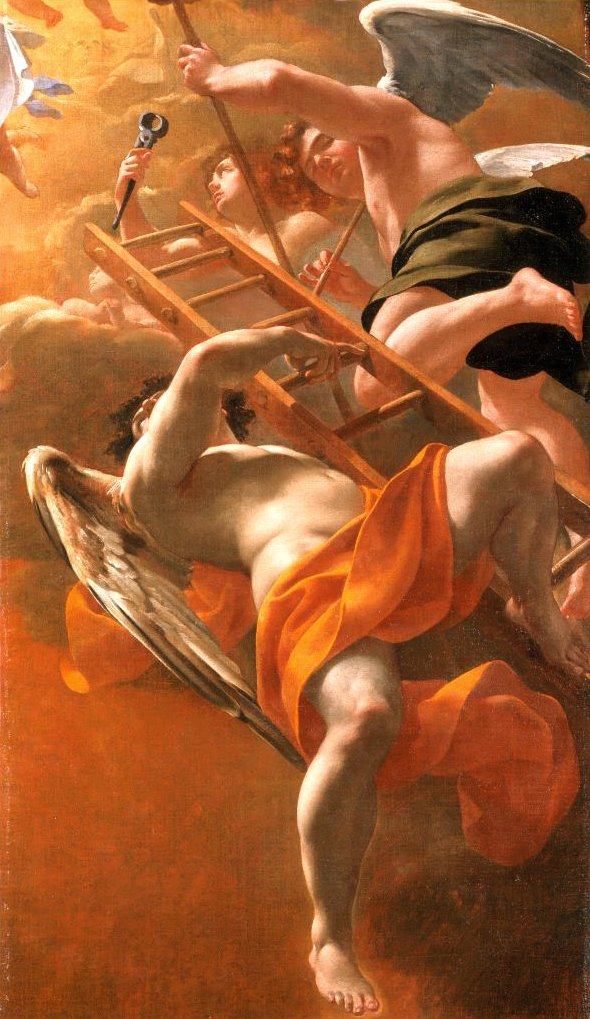
Gli angeli portano gli strumenti della Passione
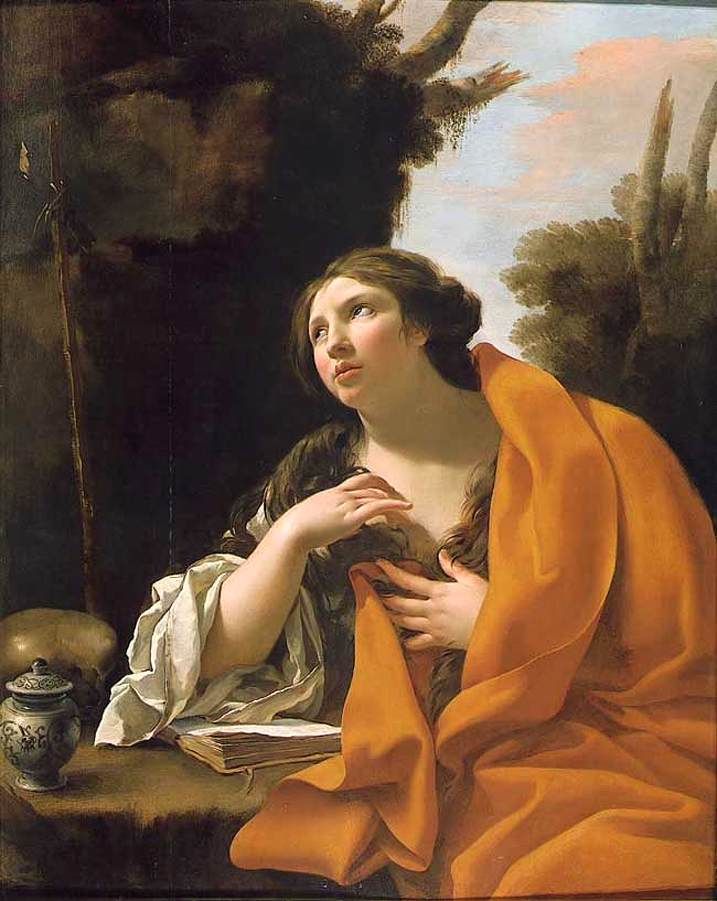
La Maddalena penitente
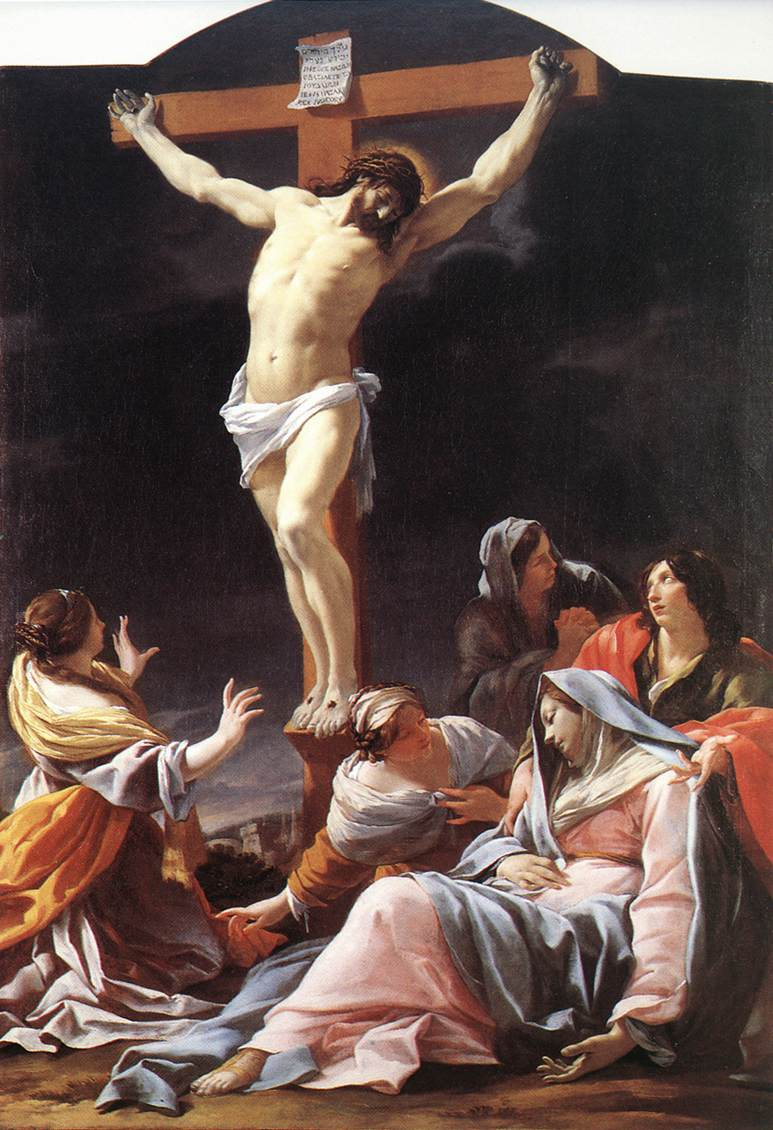
Crocifissione
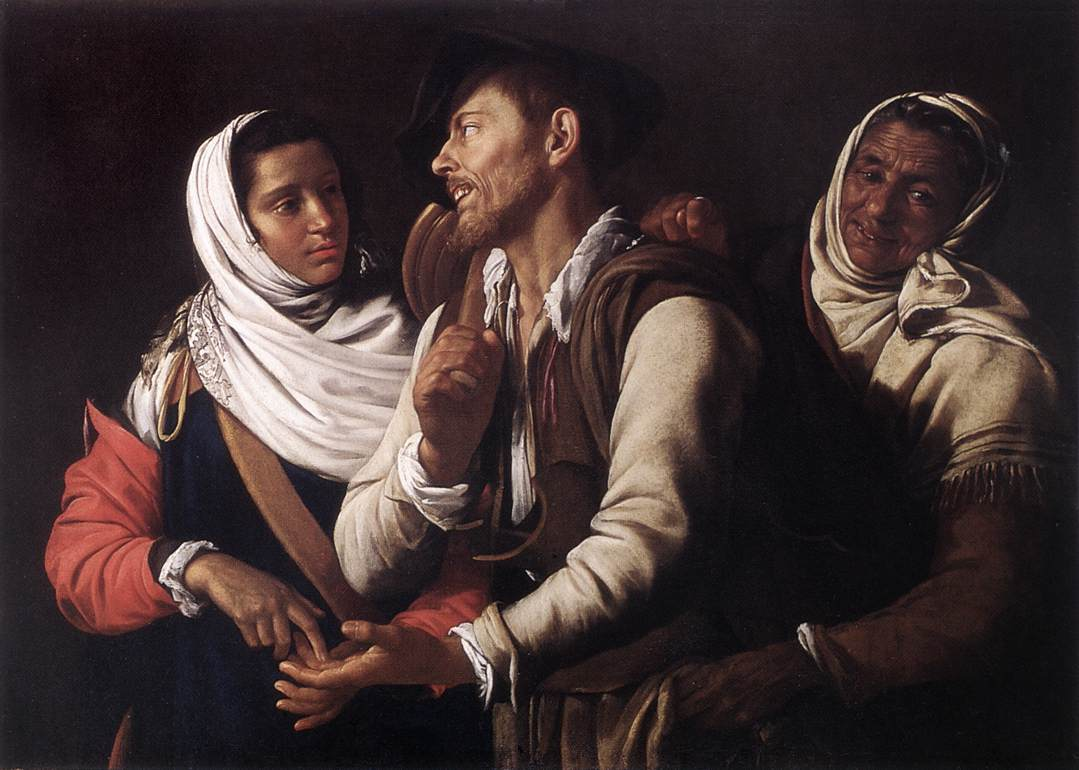
La buona ventura
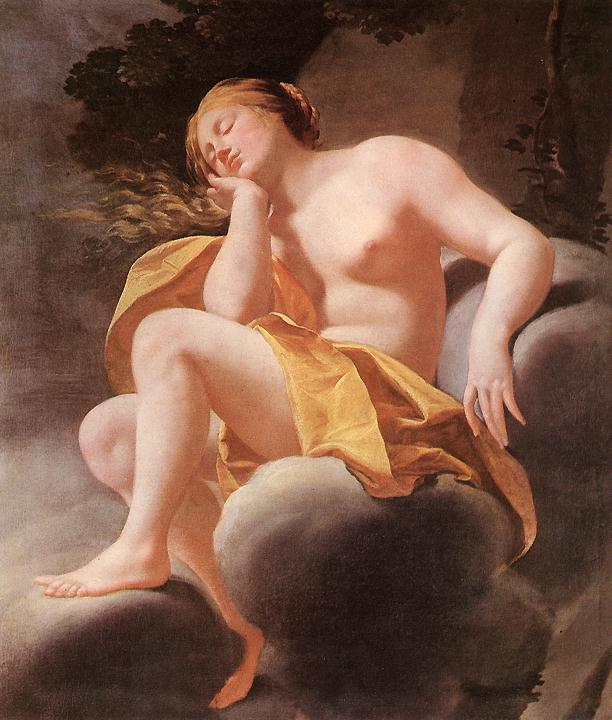
Venere dormiente
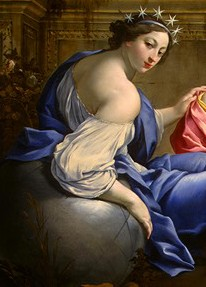
La musa Urania
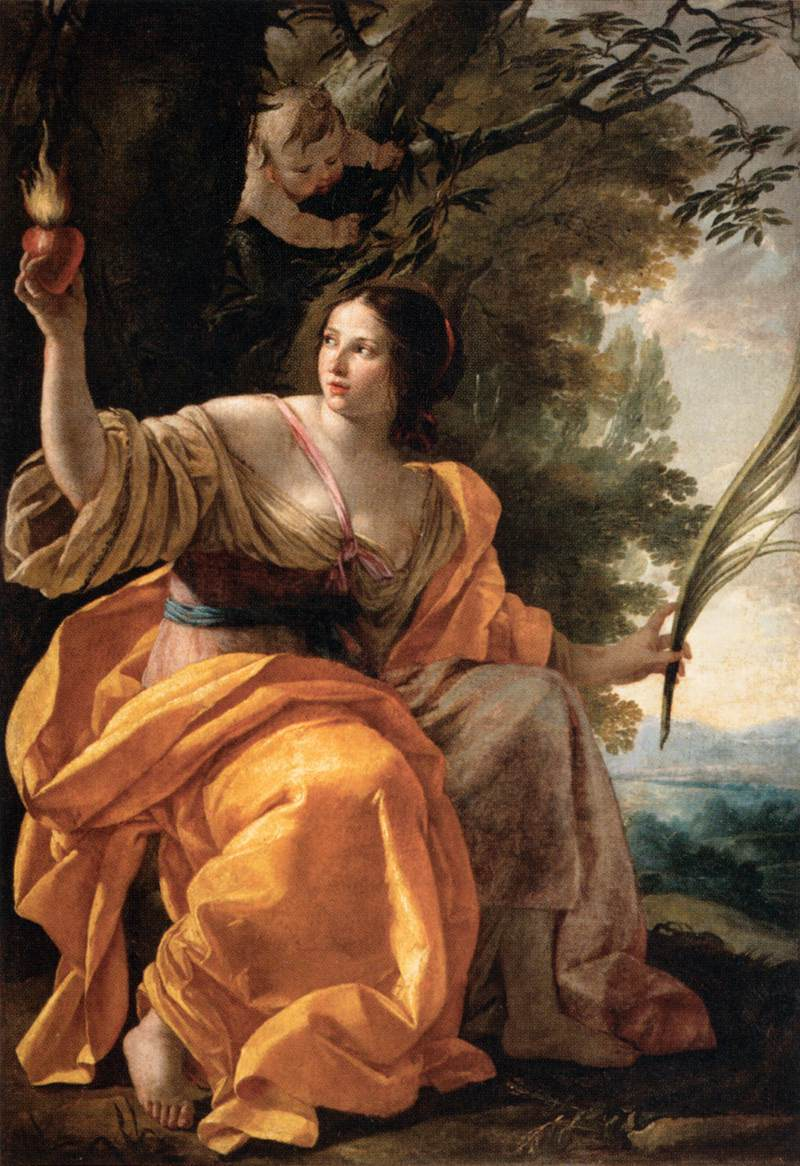
La carità divina
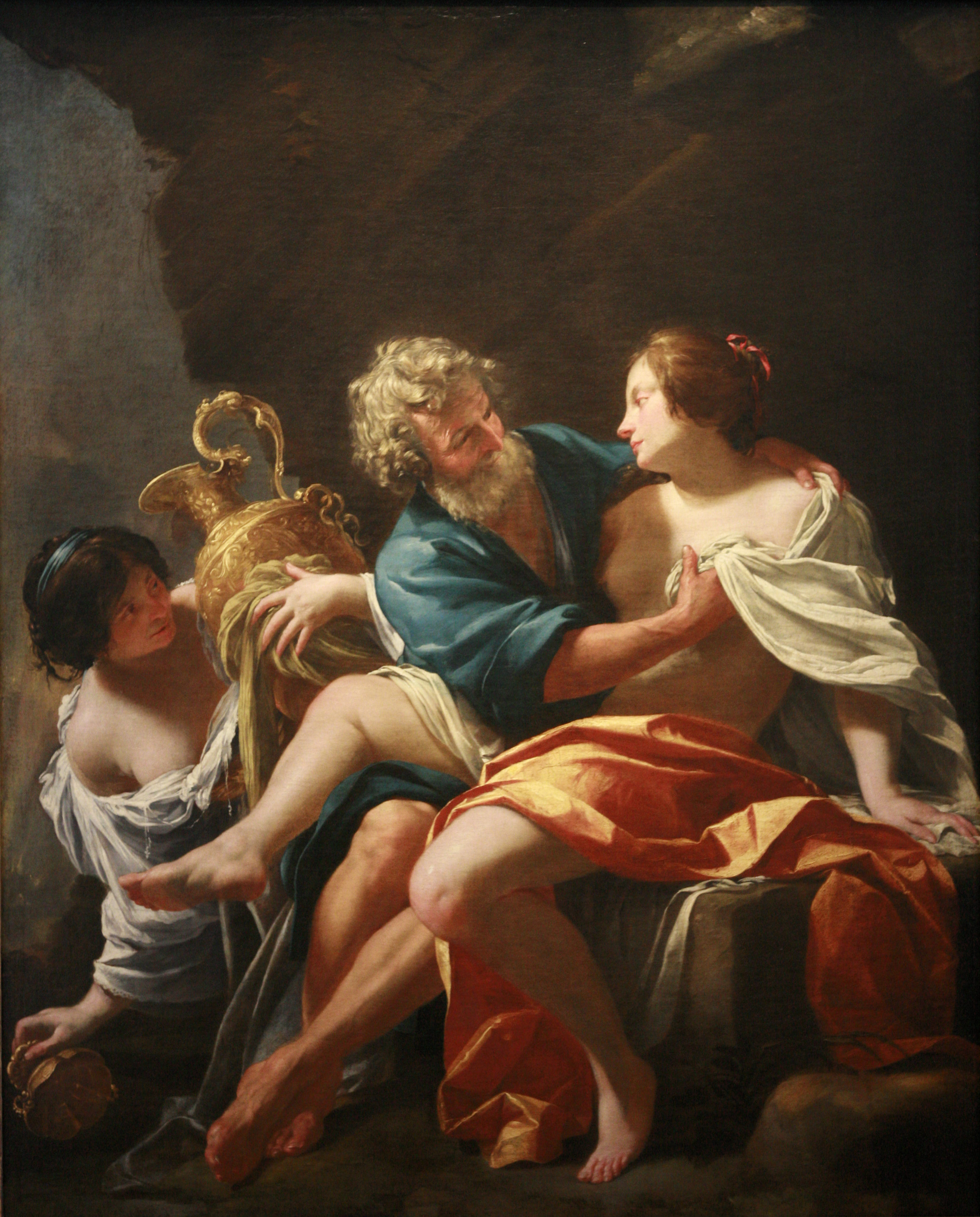
Lot e le sue figlie
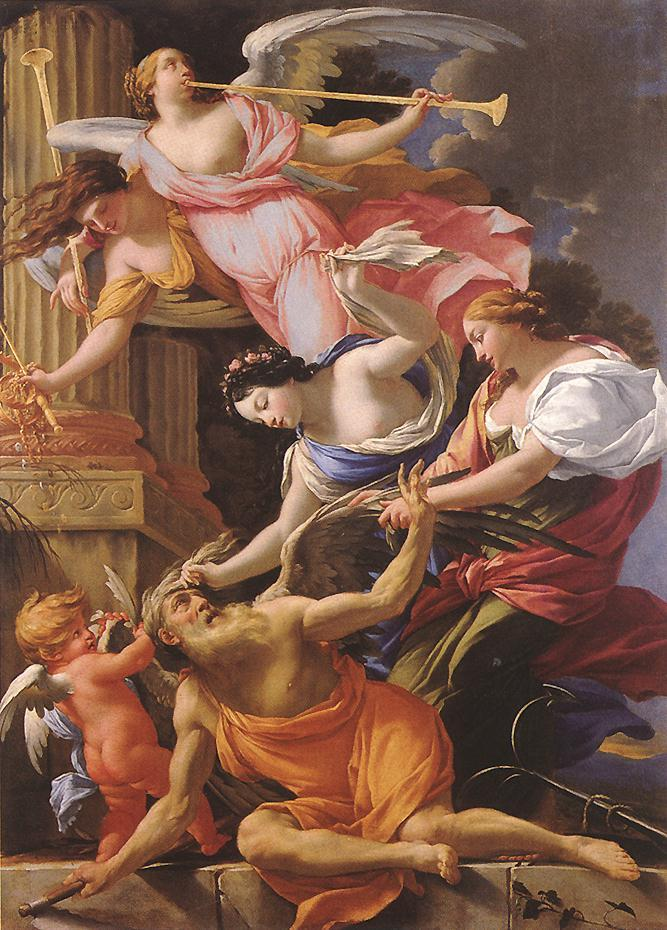
Saturno vinto da Amore, Venere e la Speranza
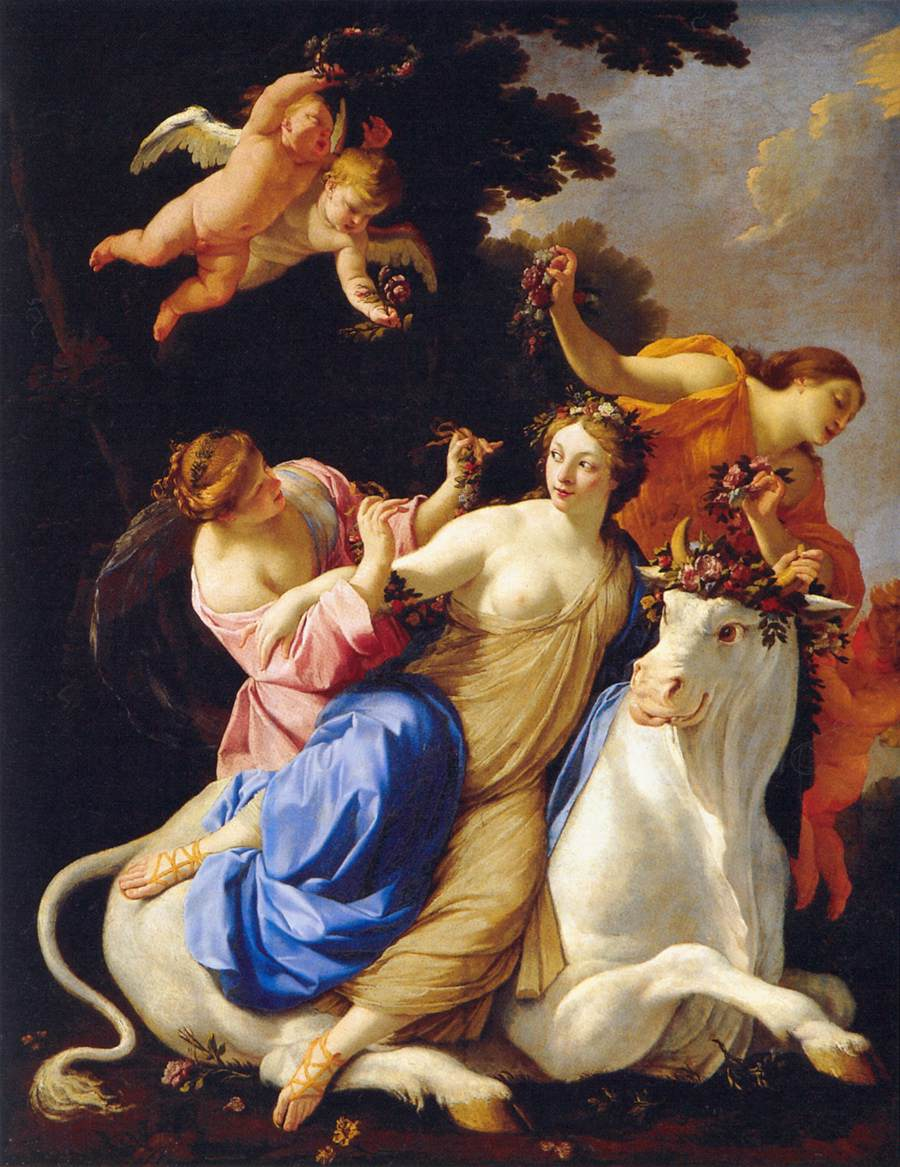
Il rapimento di Europa
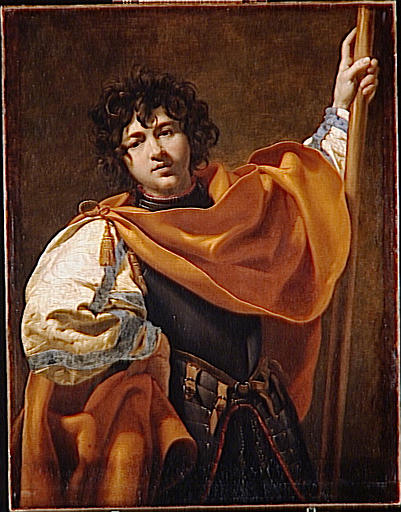
San Guglielmo di Aquitania
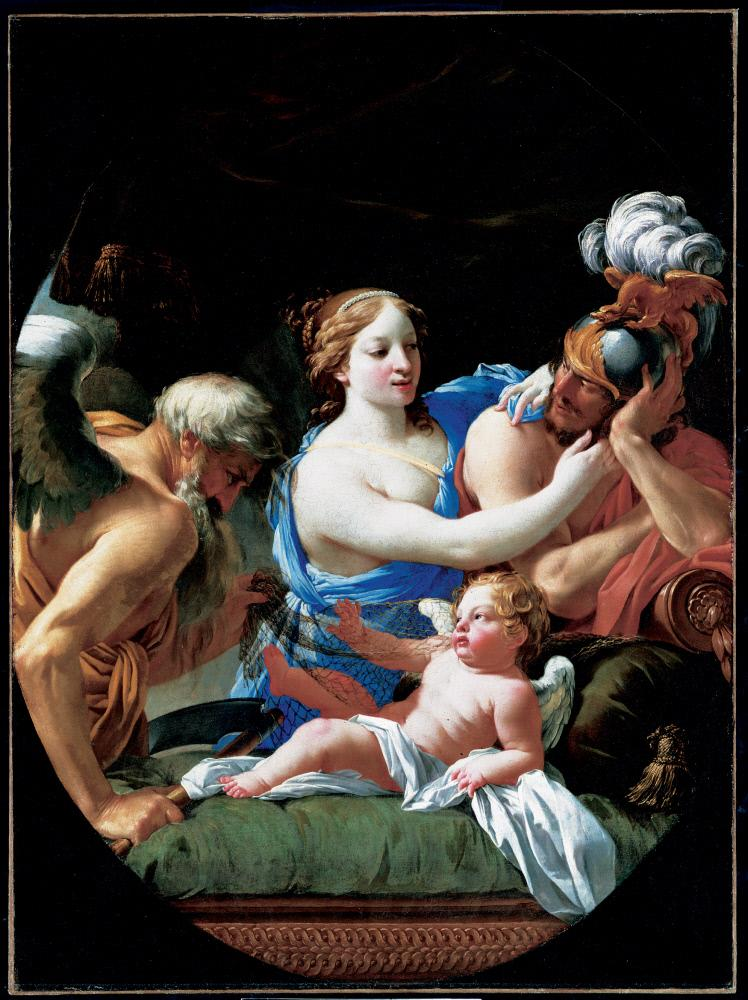
Allégorie avec Vénus, Mars, Cupidon et le temps, 1625/27, Sarasota